# Ujgur nyelv
Az ujgur nyelv (arab írással ئۇيغۇر تىلى, cirill írással Уйғур тили, latin betűkkel Uyƣur tili) török nyelv, amelyet a Belső-Ázsia keleti részén, a főként a kínai Hszincsiang-Ujgur Autonóm Területen élő ujgurok beszélnek anyanyelvükként. A mai vagy modern ujgur nyelv megkülönböztetendő az ótörök korban, a 8–13. században fénykorukat élő, mára maroknyi csoportban fennmaradt sárga ujgurok vagy jugurok nyelvétől. A nyelvet beszélő ujgurok Hszincsiangon kívül kisebb számban megtalálhatóak Kína Sanhszi tartományában, Kazahsztánban (Almati, Kapsagáj, Zsarkent), Kirgizisztánban (Biskek, Tokmok, Karakol, Os), Üzbegisztánban (Ferganai-medence) és Türkmenisztánban (Bajrám-Ali). Az anyanyelvi ujgur beszélők száma A világ nyelvei című kiadvány (1999) szerint 7,9 millió, az Ethnologue portál szerint 10,4 millió.

## Nyelvi változatai
Történelmileg az ujgur nép törzsi szempontból rendkívül szétdarabolt volt, ennek következményeként nyelvük erőteljesen széttagolódott különböző nyelvjárásokra. A 20. századtól, az irodalmi ujgur nyelv kialakulásával és a tömegkommunikáció fejlődésével párhuzamosan a nyelvjárási különbségek megkoptak ugyan, de két fő dialektus – mindegyikük további nyelvjárási csoportokkal –, valamint két, a főbb csoportoktól elszigetelt tájnyelvi változat ma is megkülönböztethető. Ezek a következők:
- Déli ujgur nyelvjárás a Tarim-medence déli és nyugati részén. Nyelvjárási csoportjai:
  - a Kasgar, Jarkend(wd) és Jengi-Hiszar(wd) környéki;
  - a Hotan, Kerija(wd) és Csercsen(wd) vidéki;
  - Akszu körzete.
- Északi ujgur nyelvjárás a Tarim-medence északi és keleti részén. Ezt a nyelvi változatot beszélik a Kínán kívül, az egykori szovjet tagköztársaságok területén élő ujgurok is. Aldialektusai:
  - a Kucsa(wd), Karasár(wd), Turpan és Komul környéki;
  - az Ili folyó mentén beszélt kuldzsai nyelvjárás.
- Lop-nóri nyelvjárás a Lop-tó környékén, amelyet számottevő kipcsak nyelvi(wd) hatás ért.
- Choton dialektus, mintegy kétezer anyanyelvi beszélője a nyugat-mongóliai Uvsz-tó déli előterében él, nyelvük kirgiz és türkmén elemekben bővelkedik.

Az irodalmi ujgurt a Kasgar és Jarkend vidéki déli dialektus alapján dolgozták ki. Az ujgur írásbeliségen belül a szépirodalmat elsősorban a lírai alkotások bősége jellemzi, az ismertebb korai ujgur költők közé tartozik Abdulhaj Muhammadi (1900–1938), Ɵmer Muhammadi (1906–1931) és Iszmail Szattarov (1924–1944).

## Ábécéje és hangtana
Az ujgurok egységes ábécével nem rendelkeznek. A kínai ujgurok többnyire egy módosított arab írást használnak, míg a volt szovjet területeken élők 1947 óta egy szintén módosított cirill ábécét követnek. Ezek mellett 1959-ben kidolgoztak egy latin betűs írásváltozatot, amely azonban nem honosodott meg széles körben. Az ujgur ábécé betűit az alábbi táblázat ismerteti.
| Arab ujgur (UEY) | Cirill ujgur (USY) | Latin ujgur (UYY) | IPA |  | Arab ujgur (UEY) | Cirill ujgur (USY) | Latin ujgur (UYY) | IPA |
| ---------------- | ------------------ | ----------------- | --- |  | ---------------- | ------------------ | ----------------- | --- |
| ئا               | А а                | A a               | ɑ   |  | ق                | Қ қ                | Ⱪ ⱪ               | q   |
| ئە               | Ә ә                | Ə ə               | ɛ~æ |  | ك                | К к                | K k               | k   |
| ب                | Б б                | B b               | b   |  | گ                | Г г                | G g               | ɡ   |
| پ                | П п                | P p               | p   |  | ڭ                | Ң ң                | Ng ng             | ŋ   |
| ت                | Т т                | T t               | t   |  | ل                | Л л                | L l               | l   |
| ج                | Җ җ                | J j               | d͡ʒ  |  | م                | М м                | M m               | m   |
| چ                | Ч ч                | Q q               | t͡ʃ  |  | ن                | Н н                | N n               | n   |
| خ                | Х х                | H h               | χ   |  | ھ                | Һ һ                | Ⱨ ⱨ               | h   |
| د                | Д д                | D d               | d   |  | ئو               | О о                | O o               | o   |
| ر                | Р р                | R r               | r   |  | ئۇ               | У у                | U u               | u   |
| ز                | З з                | Z z               | z   |  | ئۆ               | Ө ө                | Ɵ ɵ               | ø   |
| ژ                | Ж ж                | Ⱬ ⱬ               | ʒ   |  | ئۈ               | Ү ү                | Ü ü               | y   |
| س                | С с                | S s               | s   |  | ۋ                | В в                | W w/V v           | w~v |
| ش                | Ш ш                | X x               | ʃ   |  | ئې               | Е е                | E e               | e   |
| غ                | Ғ ғ                | Ƣ ƣ               | ʁ   |  | ئى               | И и                | I i               | i~ɪ |
| ف                | Ф ф                | F f               | f   |  | ي                | Й й                | Y y               | /j/ |

A mai ujgur nyelv kialakulásához jelentősen hozzájárult az irodalmi csagatáj nyelv, emellett fejlődésére hatottak a kelet-belső-ázsiai kazak, kirgiz és üzbég nyelvjárások, valamint az iráni nyelvek és a kínai. Magánhangzórendszerében nyolc hang található meg, ezek: a, ə, e, i, o, ɵ, u, ü. Sajátossága, hogy – az üzbéghez hasonlóan – az ujgur nyelv hangkészletéből kikopott a török nyelvekre jellemző veláris ï, valamint a törökségi magánhangzó-harmónia felborulásával járó a > ȧ/e és u > u̇/ü hangváltozás. A mássalhangzó-rendszer területén a törökségi szókezdő k és t zárhangot q réshang váltotta fel, magánhangzóközi állásban pedig a k > xk és t > xt változás figyelhető meg. Az ujgur nyelv huszonhat mássalhangzója közül speciálisabbak a veláris k, a palatális ⱪ, az h és a ⱨ hang, valamint a nazális ng.

## Alaktana
Az ujgur az agglutináló nyelvek közé tartozik. Az alábbi táblázat a névszóragozás főbb eseteit mutatja be.
| Nyelvtani eset | Esetrag            | Alapalak                          | Ragozott alak                               |
| -------------- | ------------------ | --------------------------------- | ------------------------------------------- |
| Tárgyeset      | -ni                | tɵgə ’teve’                       | tɵgəni ’tevét’                              |
| Birtokos eset  | -ning              | məktəp ’iskola’                   | məktəpning ’az iskolának a’                 |
| Részes eset    | -ⱪa, -kə, -ya, -gə | turumtay ’vércse’ tümən ’tízezer’ | turumtayⱪa ’vércsének’ tüməngə ’tízezernek’ |
| Locativus      | -da, -də, -ta, -tə | tor ’halászháló’ eyik ’ürü’       | torda ’halászhálóban’ eyiktə ’ürün’         |

A birtokos személyragozás más törökségi nyelvek mintázatát követi: ⱪiz ’lány’; ⱪizim ’lányom’; ⱪizing ’lányod’; ⱪizi ’lánya’; ⱪizimiz ’lányunk’; ⱪizinglar ’lányotok’; ⱪizi ’lányuk’. Megjegyzendő, hogy a többes szám második esetében megkülönböztetik a formálisabb, magázó ragozást: ⱪizingiz ’az ön lánya’. A melléknevek középfokát a -raⱪ, -rek toldalékkal fejezik ki: ⱪara ’fekete’ → ⱪararaⱪ ’feketébb’; ⱪimnet ’drága’ → ⱪimnetrek ’drágább’. A felsőfokot az əng prefixummal képzik: əng ⱪara ’legfeketébb’, əng ⱪimnet ’legdrágább’. A melléknévvel kifejezett jelentés nyomatékosítására gyakran élnek a más török nyelvekre is jellemző részleges kettőzéssel, például ⱪattiⱪ ’kemény’ → ⱪap-ⱪattiⱪ ’nagyon kemény’.
Igerendszerének egyik legfontosabb sajátossága az összetett igék használata, például turup turmaⱪ ’megvárni’ (turup ’állva’ + turmaⱪ ’állni’), ixləp qiⱪarmaⱪ ’létrehozni’ (ixləp ’dolgozva’ + qiⱪarmaⱪ ’kihozni, kiszállítani’), ravan bolmaⱪ ’útra kelni’ (ravan ’induló, menő’ + bolmaⱪ ’lenni’). Igeragozásuk egyik sajátossága öt múlt idejű esetragozás. Ezek közül a leggyakrabban használt a határozott múlt, ahol a -di, -du, -ti, -tu esetragok az igető és a személyrag közé ékelődnek be: kəldim ’jöttem’, kəlding ’jöttél’, kəldi ’jött’ stb. A lezárt múltat, amelyet abban az esetben használnak, amikor az ige által kifejezett cselekvést, történést követően hosszabb idő telt el, a -yan, -gən, -ⱪan, -ⱪən esetragok jelzik, itt a személyragozás helyett a személyes névmás kitétele jelzi az alanyt: mən kɵrgən ’én láttam (régen)’. Utóbbi szerkezethez járulhat a -du rag, valamint a személyes névmás is a szerkezet végére kerül, ezzel a múlt idejű cselekvés körüli kételyt, bizonytalanságot fejezik ki: kɵrgəndumən ’talán láttam, mintha láttam volna’. A hagyományosabb elbeszélő múltat a -pti-, -ptu- affixummal és szintén a személyragként hátravetett személyes névmással képezik: yeziptimən ’írám, írék’. A múltbeli cselekvés intenzitását, gyakoriságát az egyébként a jövő idejű ragozásra jellemző -ar, -er raggal és a létige (emək, ’lenni’) ragozott alakjával fejezik ki, a szerkezetet gyakran összevonják: yazar edim > yazattim ’írogattam, irkáltam’. A jelen idő jelei az igető és a szóvégi személyrag közé ékelődő -a, -ə, -j: oⱪujmən ’olvasok’, oⱪujsən ’olvasol’ stb.

## Mondattana
Az ujgur nyelv szórendje szigorú. Jelzős szerkezetekben a jelző minden esetben megelőzi a jelzett szót: ⱪizil ’piros, vörös’, saⱪal ’szakáll’ > ⱪizil saⱪal ’vörös szakáll’. A mondat szórendje az SOV (alany, tárgy, ige) mintát követi, azaz a mondat vagy tagmondat az igével zárul.